# Sundbornsgården
Sundbornsgården, Sundborns gamla prästgård, ligger i Sundborn och byggdes 1766 under kyrkoherde Anders Sundius tid som präst i Sundborn.
1960 upphörde Sundbornsgården att vara prästgård och är sedan dess en lägergård, framförallt riktad till ungdomsgrupper i Svenska kyrkan.
Sundbornsgården består av en huvudbyggnad, ett kapell, två lägerbyggnader: "tiondeboden" och "arrendatorsbyggnaden" samt duschhus, vedbod och härbre.
Det finns även volleybollplan och grillplats.
År 1967 bildades stiftelsen Sundborns gamla prästgård, som idag driver gården.